# Лихово (Крым)
Ли́хово (до 1948 года Абле́ш Тата́рский, до 1920-х годов Но́вый Абле́ш, до 1860-х годов Бакалча́к; укр. Лихове, крымскотат. Tatar Ableş, Татар Аблеш) — исчезнувшее село в Советском районе Республики Крым, располагавшееся на западе района, в степной части Крыма, на правом берегу реки Кучук-Карасу, примерно в 1,5 км к северу от современного села Пруды.

## История
Аблеш Татарский основали на месте старинной татарской деревни Бакалчак, первое упоминание которой встречается в Камеральном Описании Крыма… 1784 года, судя по которому, в последний период Крымского ханства Бакаджак входил в Кучук Карасовский кадылык Карасъбазарскаго каймаканства. После присоединения Крыма к России (8) 19 апреля 1783 года, (8) 19 февраля 1784 года, именным указом Екатерины II сенату, на территории бывшего Крымского Ханства была образована Таврическая область и деревня была приписана к Левкопольскому, а после ликвидации в 1787 году Левкопольского — к Феодосийскому уезду Таврической области. После Павловских реформ, с 1796 по 1802 год, входила в Акмечетский уезд Новороссийской губернии. По новому административному делению, после создания 8 (20) октября 1802 года Таврической губернии, Бакалчак был включён в состав Урускоджинской волости Феодосийского уезда.
По Ведомости о числе селений, названиях оных, в них дворов… состоящих в Феодосийском уезде от 14 октября 1805 года, в деревне Бакалчак числилось 5 дворов и 60 жителей. На военно-топографической карте генерал-майора Мухина 1817 года деревня Богатча обозначена с 15 дворами После реформы волостного деления 1829 года Бакалчак, согласно «Ведомости о казённых волостях Таврической губернии 1829 года», отнесли к Бурюкской волости (переименованной из Урускоджинской. На карте 1836 года в деревне 15 дворов. Затем, видимо, в результате эмиграции крымских татар, деревня заметно опустела и на карте 1842 года в Бакалчак обозначен условным знаком «малая деревня», то есть, менее 5 дворов.
В 1860-х годах, после земской реформы Александра II, деревню приписали к Шейих-Монахской волости. Согласно «Памятной книжке Таврической губернии за 1867 год», деревня Багальчак была покинута жителями в 1860—1864 годах, в результате эмиграции крымских татар, особенно массовой после Крымской войны 1853—1856 годов, в Турцию и оставалась в развалинах. Согласно «Списку населённых мест Таврической губернии по сведениям 1864 года», составленному по результатам VIII ревизии 1864 года, Багальчак, или Аблеш — владельческая деревня татарская и немецких колонистов с 16 дворами и 65 жителями при речке Кучук-Кара-Су и примечанием, что это, собственно, 2 смежных села. На трёхверстовой карте Шуберта 1865—1876 года в деревне Бакалчак обозначено 12 дворов. По «Памятной книге Таврической губернии 1889 года», по результатам Х ревизии 1887 года, в деревне Аблеш числилось 19 дворов и 98 жителей (Бакалчак уже не упоминается). По «…Памятной книжке Таврической губернии на 1892 год» в безземельной деревне Багалчак, не входившей ни в одно сельское общество, было 30 жителей, у которых домохозяйств не числилось. На верстовой карте 1896 года в деревне Новый Аблеш обозначено 32 двора с татарским населением.
После земской реформы 1890-х годов деревню приписали к Андреевской волости. По «…Памятной книжке Таврической губернии на 1900 год» в деревне Аблеш, входившей в Васильевское сельское общество, числилось 117 жителей в 24 дворах. По Статистическому справочнику Таврической губернии. Ч.II-я. Статистический очерк, выпуск пятый Феодосийский уезд, 1915 год, в селе Аблеш татарский Андреевской волости Феодосийского уезда числилось 64 двора (1 двор с землёй, 63 — безземельные) с татарским населением в количестве 278 человек приписных жителей, из которых 140 мужчин и 138 женщин. Жители владели 315 десятинами удобной земли. В хозяйствах имелось 69 лошадей, 18 волов, 45 коров и 100 голов мелкого скота.
После установления в Крыму Советской власти, по постановлению Крымревкома № 206 «Об изменении административных границ» от 8 января 1921 года была упразднена волостная система и село вошло в состав Ичкинского района Феодосийского уезда, а в 1922 году уезды получили название округов. 11 октября 1923 года, согласно постановлению ВЦИК, в административное деление Крымской АССР были внесены изменения, в результате которых округа были отменены, Ичкинский район упразднили, включив в состав Феодосийского в состав которого включили и село. Согласно Списку населённых пунктов Крымской АССР по Всесоюзной переписи 17 декабря 1926 года, в селе Аблеш (татарский), Саурчинского сельсовета Феодосийского района, числилось 63 двора, из них 62 крестьянских, население составляло 262 человека, из них 261 татарин и 1 грек, действовала татарская школа I ступени (пятилетка). Постановлением ВЦИК «О реорганизации сети районов Крымской АССР» от 30 октября 1930 года Феодосийский район был упразднён и был создан Сейтлерский район (по другим сведениям 15 сентября 1931 года), в который включили село, а, с образованием в 1935 году Ичкинского — в состав нового района. По данным всесоюзная перепись населения 1939 года в селе проживало 245 человек.
В 1944 году, после освобождения Крыма от фашистов, согласно постановлению ГКО № 5859 от 11 мая 1944 года, 18 мая крымские татары были депортированы в Среднюю Азию. С 25 июня 1946 года селение в составе Крымской области РСФСР. Указом Президиума Верховного Совета РСФСР от 18 мая 1948 года, Аблеш (или Облеш татарский) переименовали в Лихово. 26 апреля 1954 года Крымская область была передана из состава РСФСР в состав УССР. Ликвидирована до 1960 года, поскольку в «Справочнике административно-территориального деления Крымской области на 15 июня 1960 года» селение уже не значилось (согласно справочнику «Крымская область. Административно-территориальное деление на 1 января 1968 года» — в период с 1954 по 1968 год, как посёлок Прудовского сельсовета).

### Динамика численности населения
| - 1805 год — 60 чел. - 1864 год — 65 чел. - 1889 год — 98 чел. - 1892 год — 30 чел. | - 1900 год — 117 чел. - 1915 год — 278/0 чел. - 1926 год — 262 чел. - 1939 год — 245 чел. |